# Henri Peters-Arnolds

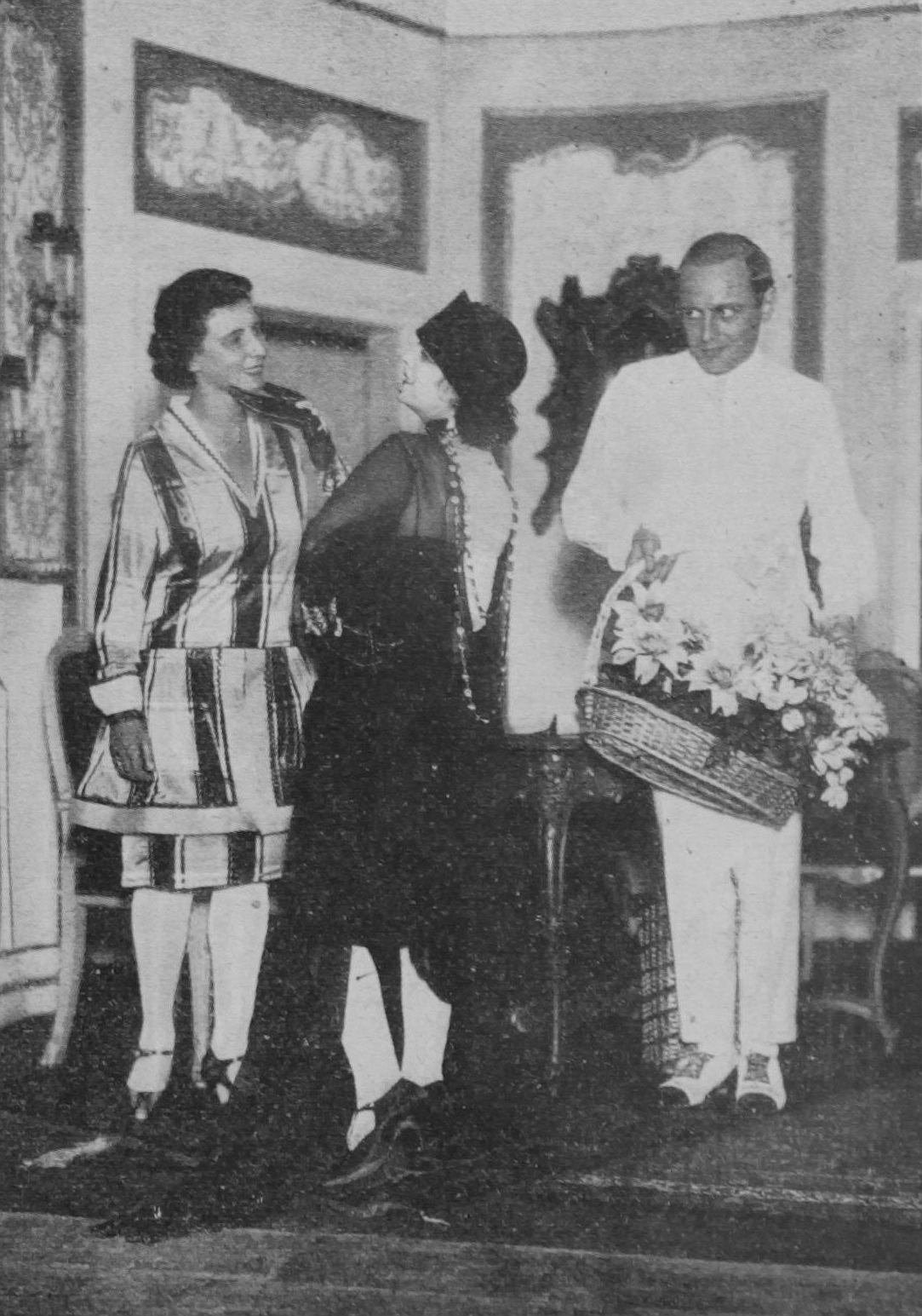
Henri Peters-Arnolds mit den Schauspielerinnen Hertha Pauli und Poldi Müller bei Proben in den Wiener Kammerspielen (1927)

Henri Peters-Arnolds, gelegentlich auch als Henry Peters-Arnolds oder nur Peters-Arnolds geführt (* 12. Juli 1897 in Nijmegen, Niederlande; † 27. Juli 1988 in West-Berlin) war ein niederländisch-deutscher Schauspieler und Theaterregisseur.

## Leben und Wirken

### Theater
Peters-Arnolds war in jungen Jahren nach Deutschland gekommen, besuchte das Realgymnasium und hatte in der Frühphase des Ersten Weltkriegs, von 1914 bis 1915, eine Lehre bei der Dresdner Bank absolviert. 1916 wechselte er an die Bühne und war bis 1918 am Lessing-Theater beschäftigt. Es folgten weitere Verpflichtungen an Berliner Spielstätten wie dem Theater am Nollendorfplatz und dem Deutschen Künstlertheater. Außerdem absolvierte Peters-Arnolds zahlreiche Auftritte an hauptstädtischen Kabaretts als Chansonnier.
Nach seinen Jahren intensiver Filmtätigkeit kehrte er in der zweiten Hälfte der 1920er Jahre zum Theater zurück und spielte in der Folgezeit fast nur noch in der Provinz, so etwa in Mährisch-Ostrau, Görlitz und in den frühen 1930er Jahren in Breslau. In der Spielzeit 1938/39, als sich Henri Peters-Arnolds wieder für längere Zeit in Berlin (Wohnsitz Wilmersdorf) aufhielt, bekam er nach vielen Jahren erneut ein Festengagement angeboten. Zu dieser Zeit war er sowohl am Rose-Theater als auch am Theater am Schiffbauerdamm verpflichtet und stand an letztgenannter Bühne mit Größen wie Harry Liedtke, Hubert von Meyerinck, Grete Weiser, Maria Paudler, Rudolf Platte und Rudolf Carl auf den Brettern.
Seit dem Zweiten Weltkrieg blieb der in Berlin-Halensee (Kurfürstendamm) lebende Peters-Arnolds ohne festes Engagement. Zuletzt gastierte er nur noch und versuchte sich als Bühnenautor. Henri Peters-Arnolds hat auch gelegentlich Theaterregie geführt. Seine Kinder Philine Peters-Arnolds (* 1954) und Pierre Peters-Arnolds (* 1957) haben den Beruf des Vaters ergriffen und arbeiten als Schauspieler bzw. Synchronsprecher.

### Film

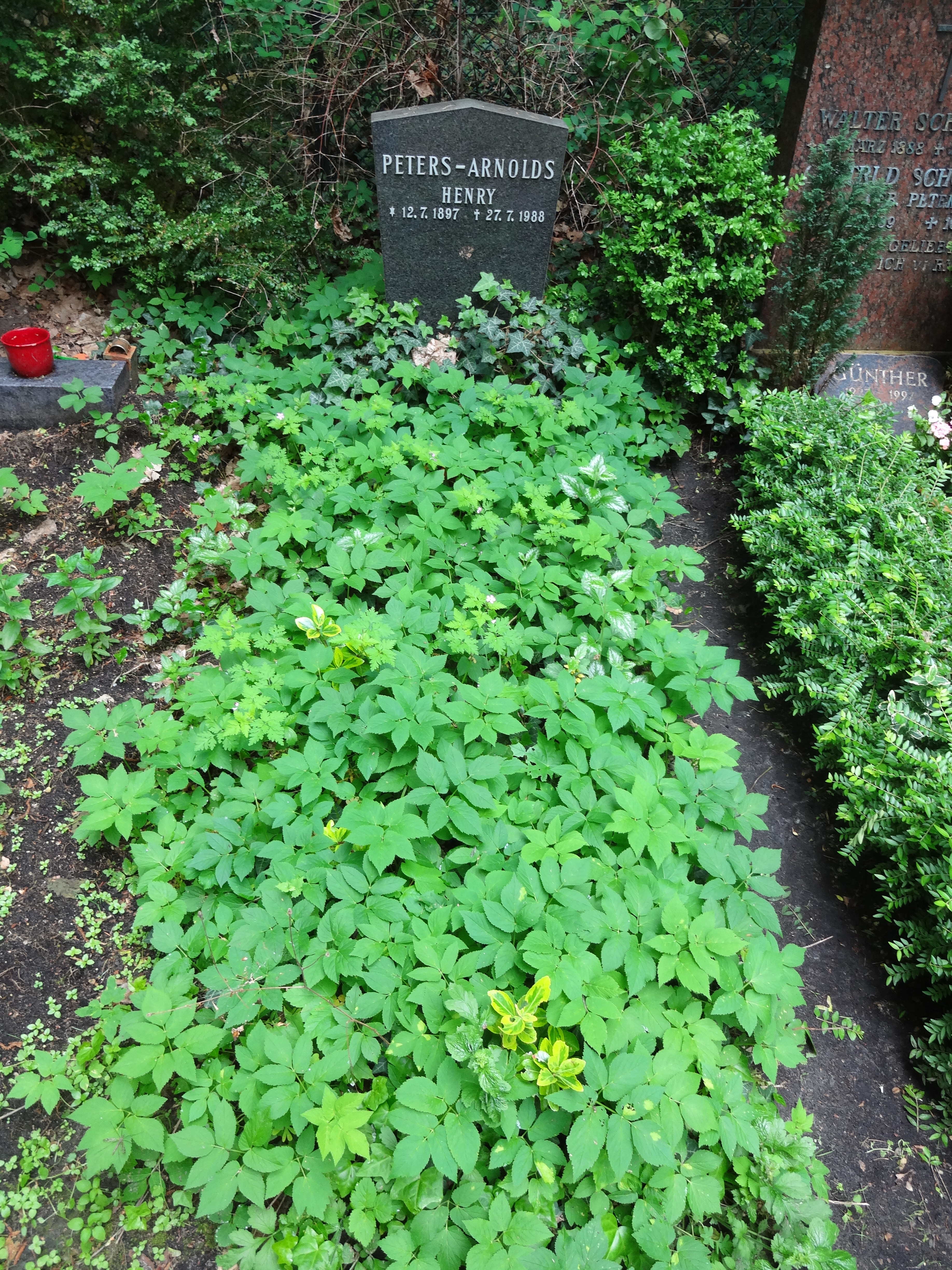
Grab von Henri Peters-Arnolds auf dem Friedhof Heerstraße in Berlin-Westend

Im letzten Kriegsjahr 1918 holte die Regisseurin Iwa Raffay Peters-Arnolds zum Film und gab ihm in „Die Augen von Jade“ die männliche Hauptrolle an der Seite des Stummfilmstars Hella Moja. Bis Mitte der 20er Jahre spielte er in einer Fülle von Filmen minderer Bedeutung sukzessive kleiner werdende Rollen. Lediglich seine Auftritte in Inszenierungen der Jahre 1919/20, als er unter der Regie von Robert Wiene (Das Cabinet des Dr. Caligari) und F. W. Murnau (Der Bucklige und die Tänzerin) auftrat, wurden ihm lohnender Filmstoffe geboten. In nicht einmal einem Jahrzehnt hatte er Stars wie Asta Nielsen, Conrad Veidt, Lil Dagover, Ellen Richter, Fern Andra, Werner Krauß und Lilian Harvey zu Partnern gehabt. Als seine Lieblingsrolle bezeichnete Peters-Arnolds den Jaroslaw in Karl Grunes „Der Mädchenhirt“ nach einer Vorlage von Egon Erwin Kisch.
Mit Anbruch des Tonfilmzeitalters zog sich Henri Peters-Arnolds komplett von der Filmerei zurück und tauchte erst wieder in der zweiten Hälfte der 30er Jahre vor der Kamera auf. Doch nunmehr besaßen seine Filmrollen nur noch Miniaturformat und reduzierten sich lediglich auf wenige Sekunden Filmlänge. Häufig wurde sein Name nicht einmal mehr genannt. 1940 beendete Peters-Arnolds endgültig seine Filmarbeit.

### Tod und Grabstätte
Henri Peters-Arnolds starb 1988 im Alter von 91 Jahren in Berlin. Sein Grab befindet sich auf dem landeseigenen Friedhof Heerstraße in Berlin-Westend (Grablage: 18-L-185).

## Filmografie
| - 1918: Die Augen von Jade - 1919: Leben und Lüge - 1919: Der falsche Schein - 1919: Margots Freier - 1919: Nach dem Gesetz - 1919: Der Mädchenhirt - 1919: Das Cabinet des Dr. Caligari - 1920: Das mysteriöse Bett - 1920: Der Bucklige und die Tänzerin - 1920: Des Toten Rache - 1920: Die Nacht der Entscheidung - 1920: Die Tänzerin Marion - 1920: Die Tänzerin von Tanagra - 1920: Haß - 1920: Ihr Recht - 1920: Leben und Lüge - 1920: Napoleon und die kleine Wäscherin - 1920: Opfer - 1920: Yoshiwara, die Liebesstadt der Japaner - 1920: Der Mann auf der Flasche - 1920: Ein Tag auf dem Mars - 1920: Verkommen - 1921: Der Bagnosträfling - 1921: Der Brand im Varieté Mascotte - 1921: Der Verfluchte | - 1921: Die Brillantenmieze, zwei Teile - 1921: Die Kette der Schuld - 1921: Die kleine Midinette - 1921: Wer war es? - 1922: Bummellotte - 1922: Die Fürstin der Ozeanwerft - 1922: Die sündige Vestalin - 1922: Morast - 1923: Ich hatt’ einen Kameraden - 1924: Das Herz der Lilian Thorland - 1924: Die Liebe ist der Frauen Macht - 1924: Mädchen, die man nicht heiratet - 1925: Krieg im Frieden - 1925: Leidenschaft - 1926: Die elf Schill’schen Offiziere - 1929: Jugendsünden - 1935: Ich liebe alle Frauen - 1936: Schloß Vogelöd - 1936: Schabernack - 1938: Rote Orchideen - 1938: Die Nacht der Entscheidung - 1939: Salonwagen E 417 - 1939: Der Polizeifunk meldet - 1940: Polterabend |